# Кливлендский Большой оркестр
Кливлендский Большой оркестр (англ. Cleveland Grand Orchestra) — американский симфонический оркестр, работавший в Кливленде в 1902—1912 гг. под руководством двух равноправных дирижёров — Иоганна Генриха Бека и Эмиля Ринга. Названия коллектива менялись (в последние годы он назывался Народный симфонический оркестр, англ. People's Symphony Orchestra). Программа оркестра включала, наряду со стандартным оркестровым репертуаром, произведения местных композиторов, в том числе скрипача оркестра Чарльза Рыхлика. Ближе к концу существования оркестра он стал склоняться к более лёгкому и популярному репертуару, и импресарио оркестра Аделла Прентисс Хьюз распустила его. Созданный ею же спустя шесть лет Кливлендский оркестр в известной мере стал преемником этого коллектива.